# Micigliano
Micigliano és un comune (municipi) de la província de Rieti, a la regió italiana del Laci, situat a uns 80 km al nord-est de Roma i a uns 15 km al nord-est de Rieti. A 1 de gener de 2019 la seva població era de 130 habitants.
Micigliano limita amb els municipis següents: Antrodoco, Borbona, Borgo Velino, Cantalice, Castel Sant'Angelo, Cittaducale, Leonessa, Posta i Rieti.